# إميلي ماكول
إميلي ماكول (بالإنجليزية: Emily McColl)‏ (1 نوفمبر 1985 بلور هوت في نيوزيلندا - ) هي لاعبة كرة قدم نيوزلندية في مركز الوسط، شاركت في الألعاب الأولمبية الصيفية 2008. وشاركت مع منتخب نيوزيلندا الوطني لكرة القدم للنساء.

## وصلات خارجية
- إميلي ماكول على موقع الاتحاد الدولي (مؤرشف)  (الإنجليزية)
- إميلي ماكول على موقع قاعدة بيانات كرة القدم.إي يو (الإنجليزية)
- إميلي ماكول على موقع أوليمبيديا (الإنجليزية)
- إميلي ماكول على موقع اللجنة الأولمبية النيوزيلندية (الإنجليزية)